# Scraptia straminea
Scraptia straminea es una especie de coleóptero de la familia Scraptiidae.

## Distribución geográfica
Habita en Argelia.